# IPad Air
L' iPad Air, (parfois désigné iPad Air 1 ou iPad Air original), est une tablette tactile conçue, développée et commercialisée par Apple. Annoncé le 22 octobre 2013, il est commercialisé le 1er novembre 2013 et appartient à la gamme des iPad. Il se distingue par un design plus fin que ses prédécesseurs, de partageant des similitudes avec l'IPad mini 2.

## Conception
Il marque le premier changement majeur de conception depuis l'iPad 2 ; il est plus fin, mesure 7,5 millimètres d'épaisseur et a un contour d'écran plus petit similaire à l'IPad mini. Le volume global est réduit grâce aux composants plus minces, ce qui entraîne une réduction de 22 % du poids par rapport à l'iPad 2,. En comparaison, il est plus fin que l’iPhone 16 Pro Max.
Comme avec les générations précédentes, Apple continue d'utiliser des matériaux recyclables. L'enceinte est taillée à partir d'un bloc d'aluminium, ce qui la rend totalement recyclable. L'appareil est également exempt de matériaux nocifs tels que les BFR et le PVC.

## Composition

### Appareil photo
Le nouvel appareil photo frontal est capable de capter des vidéos en HD soit 720 p, incluant la détection de visage et l'éclairage arrière. A l'arrière, il reçoit également une mise à niveau ; appelée iSight, contenant les mêmes fonctions qu'à l'avant mais également un CMOS de 5 MP, un filtre IR hybride et une ouverture fixe ƒ/2.4.

### Processeur et mémoire
La tablette tactile est disponible avec 16 Go, 32 Go, 64 Go ou 128 Go de mémoire flash interne, sans option d'extension.

## Logiciel
L'appareil est fourni avec le système d'exploitation iOS 7. Jonathan Ive, le designer en chef d'Apple, décrit la mise à jour iOS 7 comme « une façon de mettre de l'ordre dans la complexité », mettant en avant des caractéristiques telles qu'une typographie affinée, de nouvelles icônes, la translucidité et un parallaxe piloté par gyroscope. Ces modifications marquent un changement notable par rapport aux éléments de design skeuomorphes précédents en faveur d'un design plat et coloré,. La tablette est livrée avec plusieurs applications préinstallées telles que Safari, Mail, Apple Photos, iTunes Store, App Store, Apple Plans, Notes, Calendrier, Game Center, Photo Booth et Contacts.
Bien qu'il offre la possibilité de synchroniser ses contenus et d'autres données avec un ordinateur Mac ou Microsoft Windows via iTunes, il n'est pas conçu pour effectuer des appels téléphoniques via un réseau cellulaire. Cependant, les utilisateurs peuvent se servir d'un casque ou des haut-parleurs et le microphone intégrés afin de passer des appels téléphoniques via Wi-Fi en utilisant des applications telles que Skype.
La dernière mise à jour compatible avec l'appareil est la version iOS 12.5.7, publiée le 23 janvier 2023.

## Accueil critique
L'iPad Air reçoit généralement des critiques positives. Anand Lal Shimpi pour AnandTech écrit que « [l'iPad Air] donne l'impression d'être un véritable successeur de l'iPad 4 », félicitant la réduction de la taille et du poids de l'appareil. Il ajoute que « l'appareil atteint un équilibre entre les fonctionnalités, le design et l'ergonomie que je ne pense pas avoir déjà vu dans la gamme ». Patrick Goss, rédacteur en chef au Royaume-Uni de TechRadar, donne une critique positive de la tablette, louant la puce A7 et les améliorations de l'appareil photo, ainsi que l'écran net et coloré. Il conclut « il est difficile de mettre en mots à quel point Apple améliore l'iPad, offrant un niveau de détail et de puissance étonnant avec une qualité de construction inégalée ». Le cofondateur d'Apple, Steve Wozniak, critique l'accent mis sur la réduction de la taille et du poids plutôt que sur l'augmentation de l'espace de stockage et déclare qu'il ne veut pas d'un iPad Air car il ne correspond pas à ses besoins personnels. Dave Smith de l'International Business Times écrit que bien que l'appareil soit agréable, il n'apporte rien de nouveau à la gamme et critique vivement l'absence d'un lecteur d'empreintes digitales notant que les mises à jour, telles que l'augmentation de la vitesse et la diminution de la taille et du poids, ne sont que de légères améliorations.